# Boophis
Boophis Tschudi, 1838 è un genere di rane della famiglia Mantellidae, endemico del Madagascar. È l'unico genere della sottofamiglia Boophinae.

## Tassonomia
Comprende le seguenti 79 specie:
- Boophis albilabris (Boulenger, 1888)
- Boophis albipunctatus Glaw & Thiesmeier, 1993
- Boophis andohahela Andreone, Nincheri & Piazza, 1995
- Boophis andrangoloaka (Ahl, 1928)
- Boophis andreonei Glaw & Vences, 1994
- Boophis anjanaharibeensis Andreone, 1996
- Boophis ankarafensis Penny, Andreone, Crottini, Holderied, Rakotizafy, Schwitzer, and Rosa, 2014
- Boophis ankaratra Andreone, 1993
- Boophis arcanus Glaw, Köhler, De la Riva, Vieites & Vences, 2010
- Boophis axelmeyeri Vences, Andreone & Vieites, 2005
- Boophis baetkei Köhler, Glaw & Vences, 2008
- Boophis blommersae Glaw & Vences, 1994
- Boophis boehmei Glaw & Vences, 1992
- Boophis boppa Hutter, Lambert, Cobb, Andriampenomanana, and Vences, 2015
- Boophis bottae Vences & Glaw, 2002
- Boophis brachychir (Boettger, 1882)
- Boophis burgeri Glaw & Vences, 1994
- Boophis calcaratus Vallan, Vences & Glaw, 2010
- Boophis doulioti (Angel, 1934)
- Boophis elenae Andreone, 1993
- Boophis englaenderi Glaw & Vences, 1994
- Boophis entingae Glaw, Köhler, De la Riva, Vieites & Vences, 2010
- Boophis erythrodactylus (Guibé, 1953)
- Boophis fayi Köhler et al., 2011
- Boophis feonnyala Glaw, Vences, Andreone & Vallan, 2001
- Boophis goudotii Tschudi, 1838
- Boophis guibei (McCarthy, 1978)
- Boophis haematopus Glaw, Vences, Andreone & Vallan, 2001
- Boophis haingana Glaw, Köhler, De la Riva, Vieites & Vences, 2010
- Boophis idae (Steindachner, 1867)
- Boophis jaegeri Glaw & Vences, 1992
- Boophis laurenti Guibé, 1947
- Boophis liami Vallan, Vences & Glaw, 2003
- Boophis lichenoides Vallan, Glaw, Andreone & Cadle, 1998
- Boophis lilianae Köhler, Glaw & Vences, 2008
- Boophis luciae Glaw, Köhler, De la Riva, Vieites & Vences, 2010
- Boophis luteus (Boulenger, 1882)
- Boophis madagascariensis (Peters, 1874)
- Boophis majori (Boulenger, 1896)
- Boophis mandraka Blommers-Schlösser, 1979
- Boophis marojezensis Glaw & Vences, 1994
- Boophis masoala Glaw, Scherz, Prötzel, and Vences, 2018
- Boophis miadana Glaw, Köhler, De la Riva, Vieites & Vences, 2010
- Boophis microtympanum (Boettger, 1881)
- Boophis miniatus (Mocquard, 1902)
- Boophis narinsi Vences, Gehara, Köhler, and Glaw, 2012
- Boophis nauticus Glaw, Hawlitschek, Glaw, and Vences, 2019
- Boophis obscurus (Boettger, 1913)
- Boophis occidentalis Glaw & Vences, 1994
- Boophis opisthodon (Boulenger, 1888)
- Boophis pauliani (Guibé, 1953)
- Boophis periegetes Cadle, 1995
- Boophis picturatus Glaw, Vences, Andreone & Vallan, 2001
- Boophis piperatus Glaw, Köhler, De la Riva, Vieites & Vences, 2010
- Boophis popi Köhler et al., 2011
- Boophis praedictus Glaw, Köhler, De la Riva, Vieites & Vences, 2010
- Boophis pyrrhus Glaw, Vences, Andreone & Vallan, 2001
- Boophis quasiboehmei Vences, Köhler, Crottini, and Glaw, 2010
- Boophis rappiodes (Ahl, 1928)
- Boophis reticulatus Blommers-Schlösser, 1979
- Boophis rhodoscelis (Boulenger, 1882)
- Boophis roseipalmatus Glaw, Köhler, De la Riva, Vieites & Vences, 2010
- Boophis rufioculis Glaw & Vences, 1997
- Boophis sambirano Vences & Glaw, 2005
- Boophis sandrae Glaw, Köhler, De la Riva, Vieites & Vences, 2010
- Boophis schuboeae Glaw & Vences, 2002
- Boophis septentrionalis Glaw & Vences, 1994
- Boophis sibilans Glaw & Thiesmeier, 1993
- Boophis solomaso Vallan, Vences & Glaw, 2003
- Boophis spinophis Glaw, Köhler, De la Riva, Vieites & Vences, 2010
- Boophis tampoka Köhler, Glaw & Vences, 2008
- Boophis tasymena Vences & Glaw, 2002
- Boophis tephraeomystax (Duméril, 1853)
- Boophis tsilomaro Vences, Andreone, Glos, and Glaw, 2010
- Boophis ulftunni Wollenberg, Andreone, Glaw & Vences, 2008
- Boophis viridis Blommers-Schlösser, 1979
- Boophis vittatus Glaw, Vences, Andreone & Vallan, 2001
- Boophis williamsi (Guibé, 1974)
- Boophis xerophilus Glaw & Vences, 1997

### Alcune specie

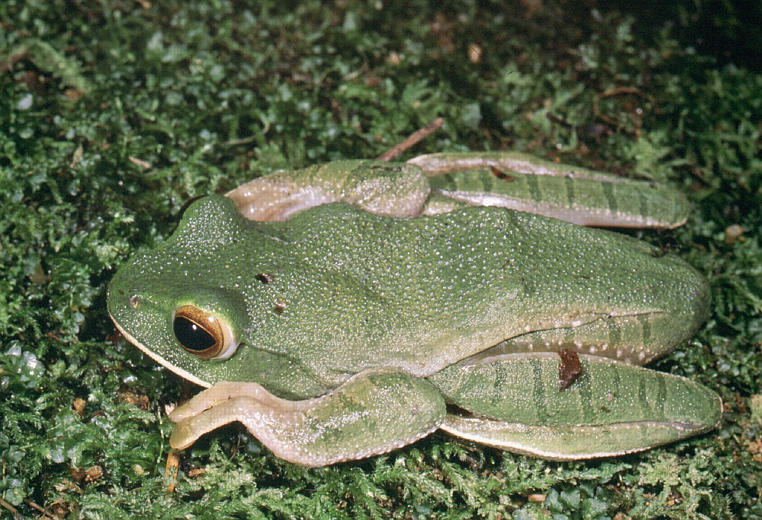
Boophis albilabris
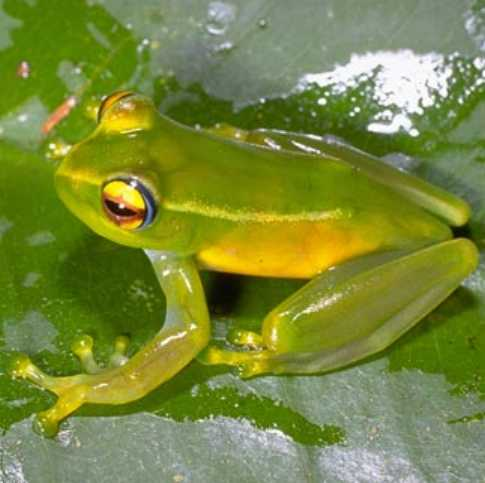
Boophis andohahela
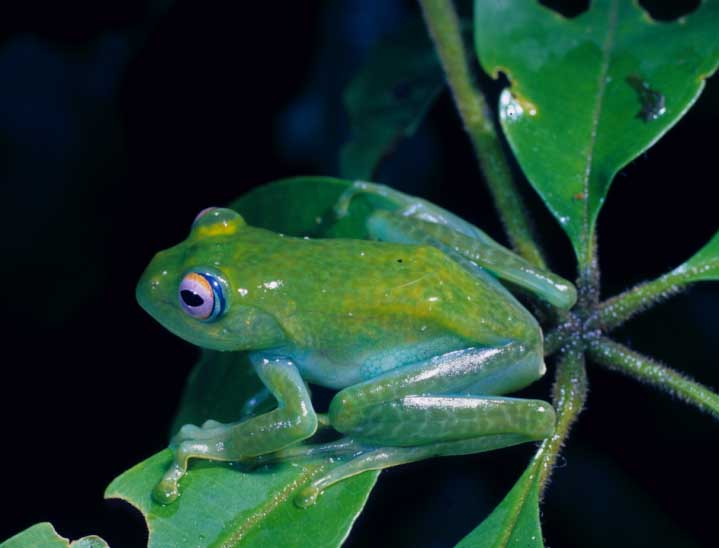
Boophis andreonei
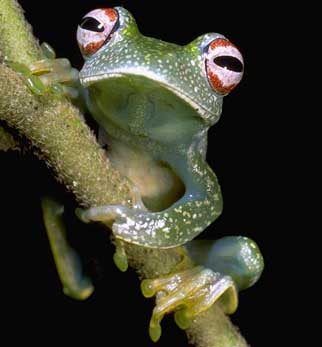
Boophis anjanaharibeensis
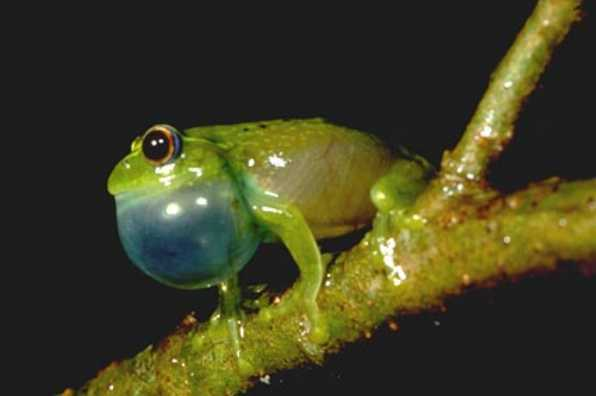
Boophis ankaratra
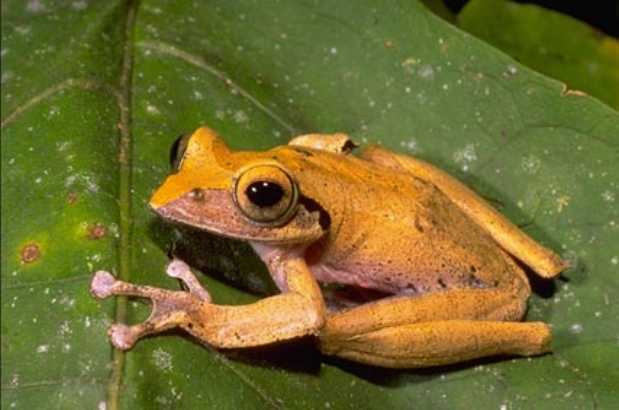
Boophis brachychir
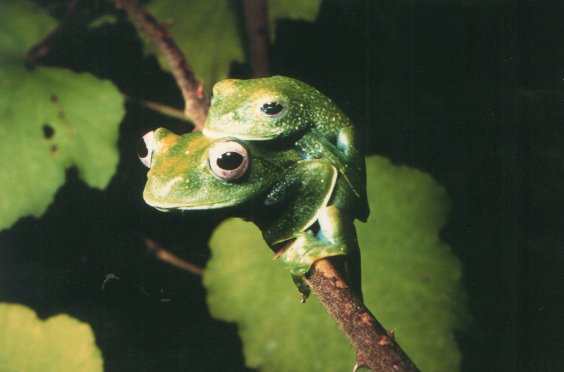
Boophis elenae
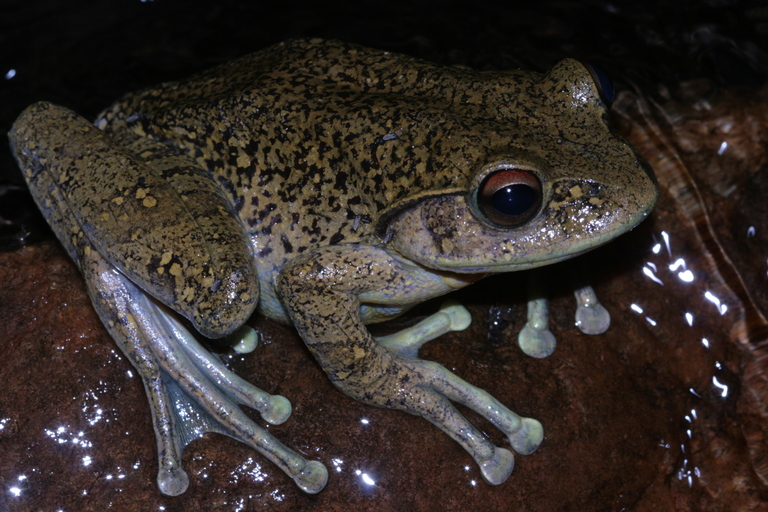
Boophis goudotii
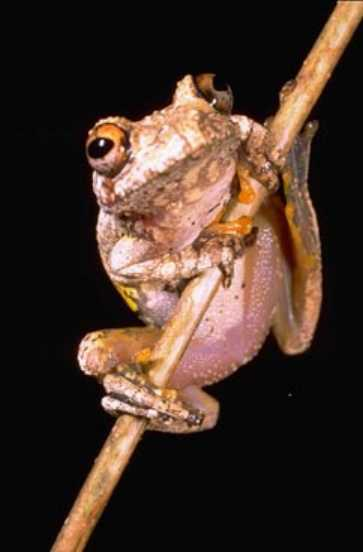
Boophis guibei
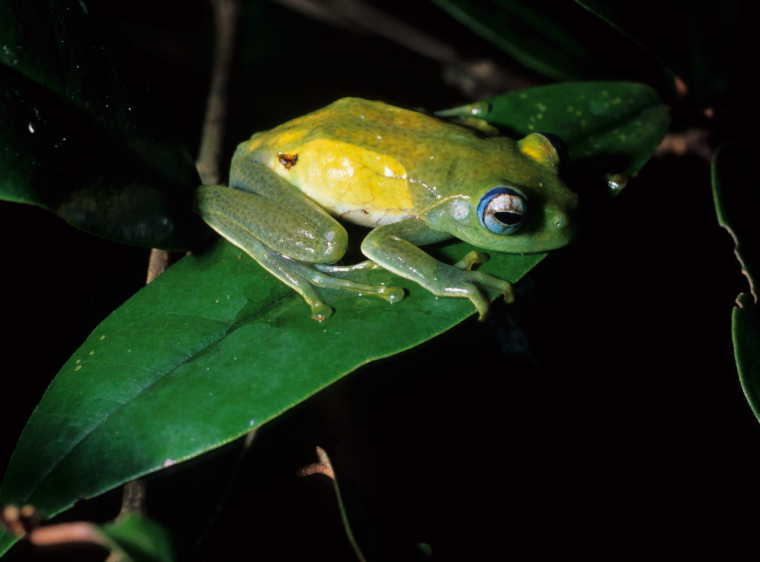
Boophis jaegeri
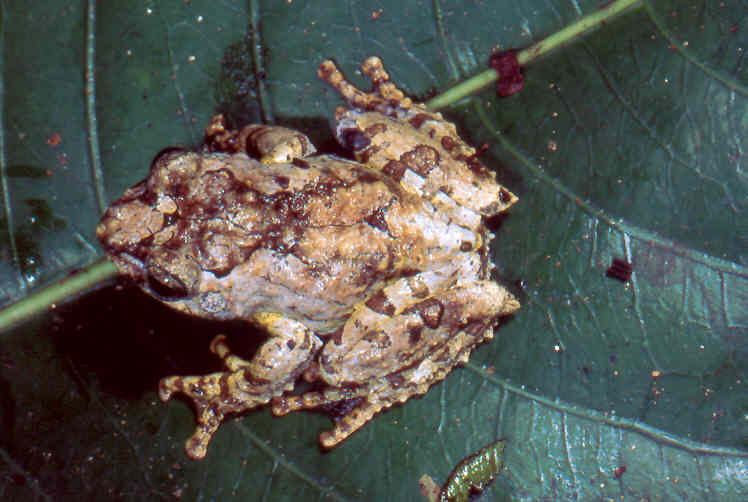
Boophis lichenoides
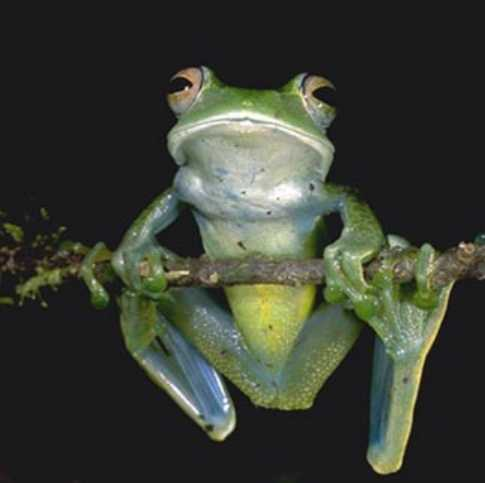
Boophis luteus
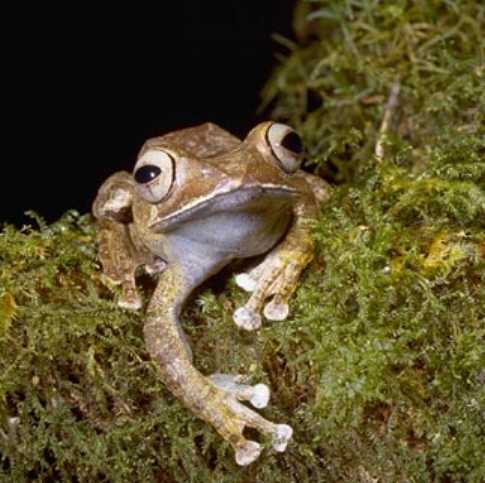
Boophis madagascariensis
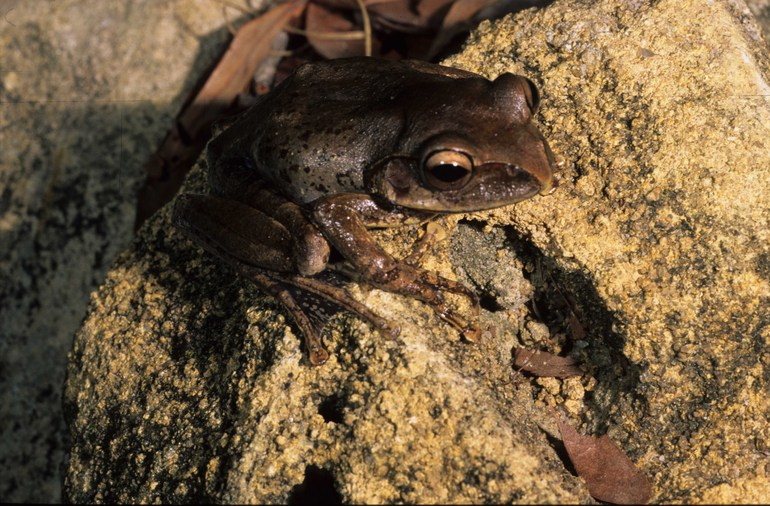
Boophis periegetes
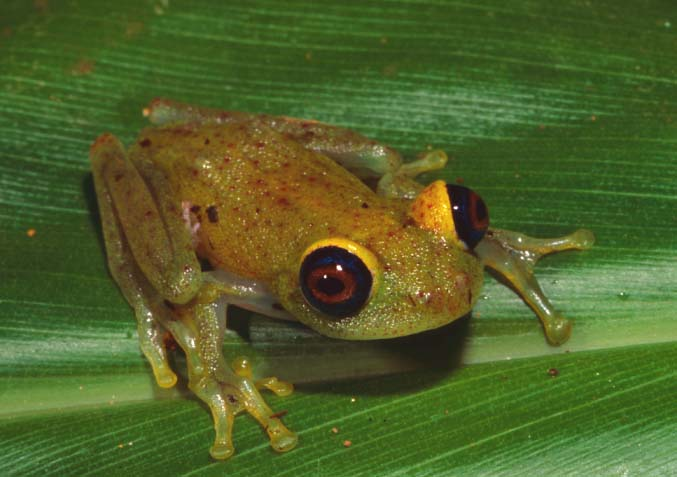
Boophis viridis